# Малый Крупец
Малый Кру́пец — село в Выгоничском районе Брянской области, в составе Орменского сельского поселения. Расположено в 3 км к западу от деревни Орменка. Население — 15 человек (2010).

## История
Упоминается с XVII века; бывшее владение Тютчевых и др.; с середины XIX века — Васильчиковых. В 1738—1741 гг. на средства Ф. П. Тютчева была построена деревянная приходская церковь Архангела Михаила (не сохранилась).
Первоначально входило в Брянский уезд; с последней четверти XVIII века до 1924 года в Трубчевском уезде (с 1861 — в составе Красносельской волости, с 1910 в Малфинской волости; в 1918—1919 входило во временно образованную Никольскую волость). В 1892 году была открыта церковно-приходская школа.
В 1924—1929 в Жирятинской волости Бежицкого уезда; с 1929 в Выгоничском районе, а в период его временного расформирования (1932—1939, 1963—1977) — в Брянском районе. До 2005 года входило в Орменский сельсовет.